# Лукас, Джон Сеймур
Джон Сеймур Лукас (англ. John Seymour Lucas; 21 декабря 1849, Лондон — 8 мая 1923[…], Лондон) — британский художник-портретист, сценограф и исторический живописец.

## Биография
Родился в 1849 году, был племянником художника-портретиста Джона Лукаса. Первоначально учился на гравёра, но затем заинтересовался написанием живописных портретов, после чего поступил сначала в художественную школу Сент-Мартинс-Лейн, а затем в школу лондонской Королевской академии художеств. Затем, для завершения художественного образования, Лукас совершил образовательную поездку в континентальную Европу, посетив, в частности, Испанию и Нидерланды. В 1877 году он женился на художнице французского происхождения Марии (Мари) Корнелиссен.
Хотя первоначально Лукас планировал в первую очередь сосредоточиться на портретах, в конечном итоге он больше всего преуспел как исторический живописец. Некоторые из картин Лукаса, например «Армада на горизонте» (которая изображает Фрэнсиса Дрейка, продолжающего партию в петанг на виду у приближающегося к английским берегам испанского флота — Непобедимой армады) или «Поиск уцелевших якобитов в 1746 году после битвы при Куллодене» (которая изображает британских солдат в «фирменных» красных мундирах, вошедших в озарённую огнём шотландскую кузницу в поисках скрывающихся участников проигранного восстания) продолжают регулярно воспроизводиться в научно-популярных книгах, посвящённых британской истории.
При жизни Лукас пользовался широким общественным признанием. Он проживал в Лондоне в собственном доме с мастерской, имел многочисленных учеников и учениц, поддерживал дружеские отношения с живописцами Эдвардом Пойнтером и Джоном Сингером Саржентом. В 1866 году Лукас был избран членом-корреспондентом, а в 1899 году — академиком лондонской Королевской академии художеств.
В качестве сценографа Лукас создавал эскизы декораций и костюмов для многих спектаклей, преимущественно исторического характера. Он создавал также эскизы исторических маскарадных костюмов для членов британской королевской семьи. Помимо масляных красок, Лукас работал также акварелью; в 1877 году он был избран членом британского Королевского института художников-акварелистов.
Ближе к концу Первой мировой войны Лукас оставил свои занятия живописью и переехал из Лондона в Блитбург в графстве Саффолк, где приобрёл и перестроил для себя бывший дом викария рядом с церковью, известный как «Приорат». Лукас провёл последние годы в Блитбурге. Он умер в 1923 году и был похоронен на кладбище блитбургской церкви.
Его сын, Сидней Сеймур Лукас также стал художником и иллюстратором.

## Галерея

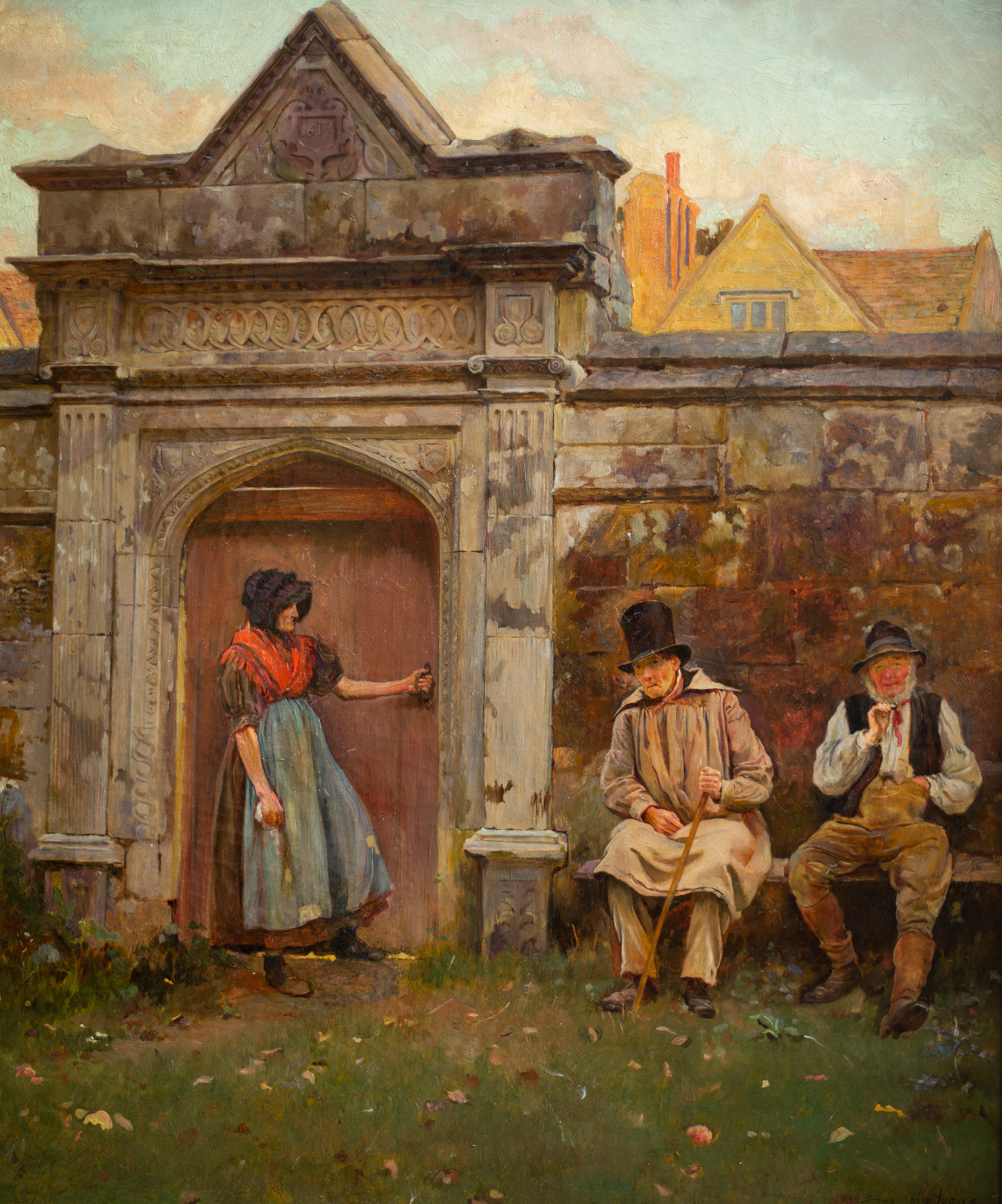
Старая калитка, 1876
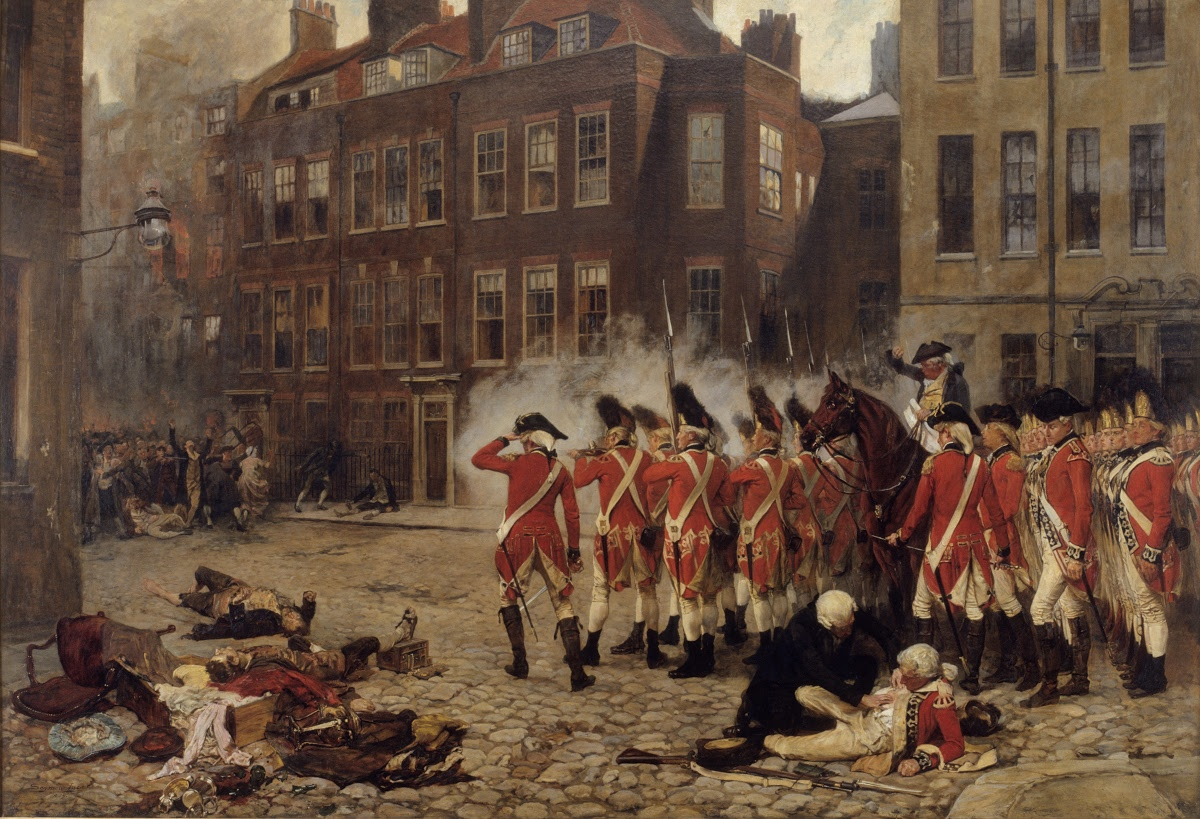
Бунт лорда Гордона в Лондоне в 1780 году. 1879 год (к столетию событий), Художественная галерея Нового Южного Уэльса, Австралия
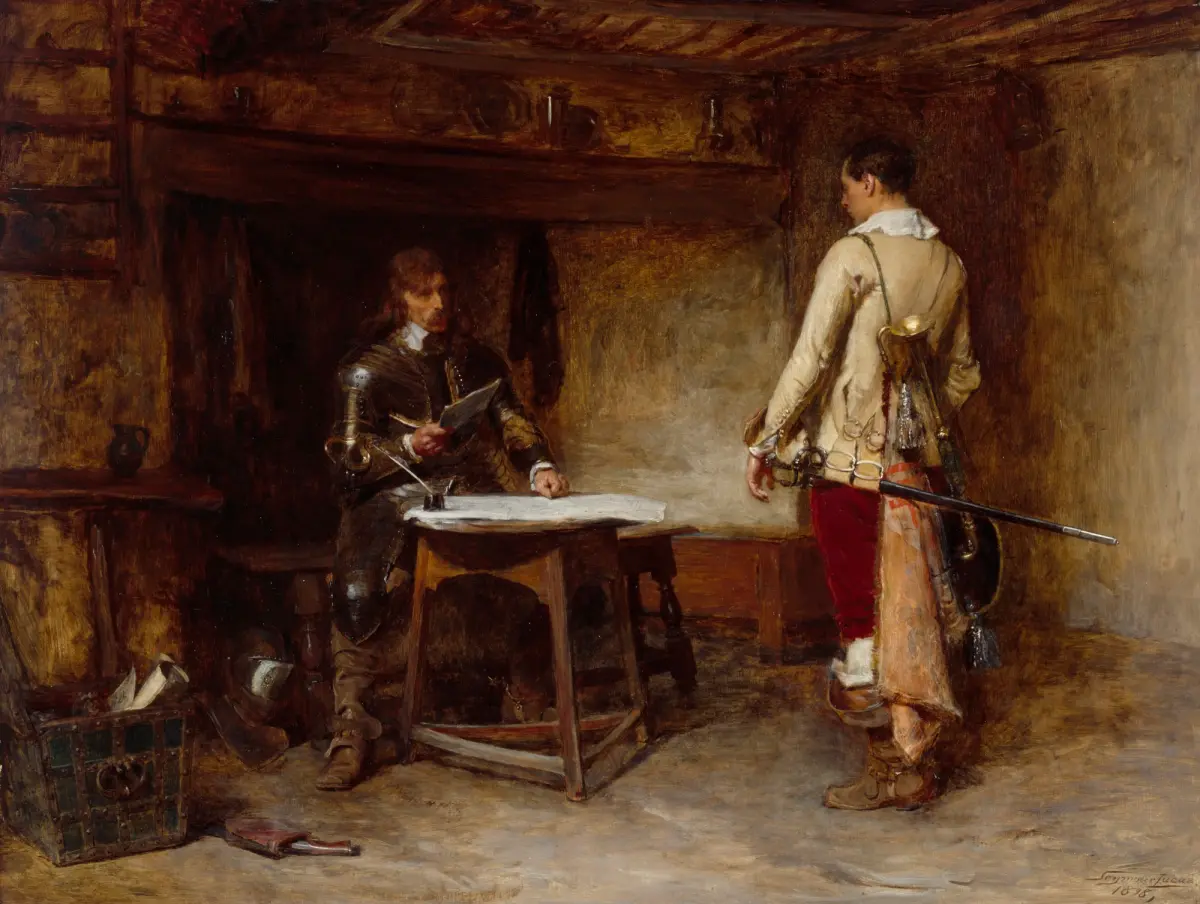
Вести с войны. 1898 год, коллекция лондонской Королевской академии художеств
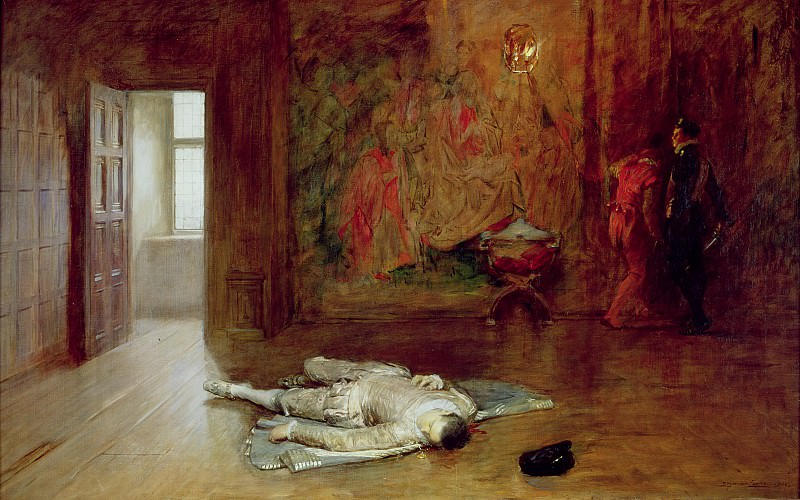
Замолчавший. 1905, Художественная галерея Гильдхолл, Лондон
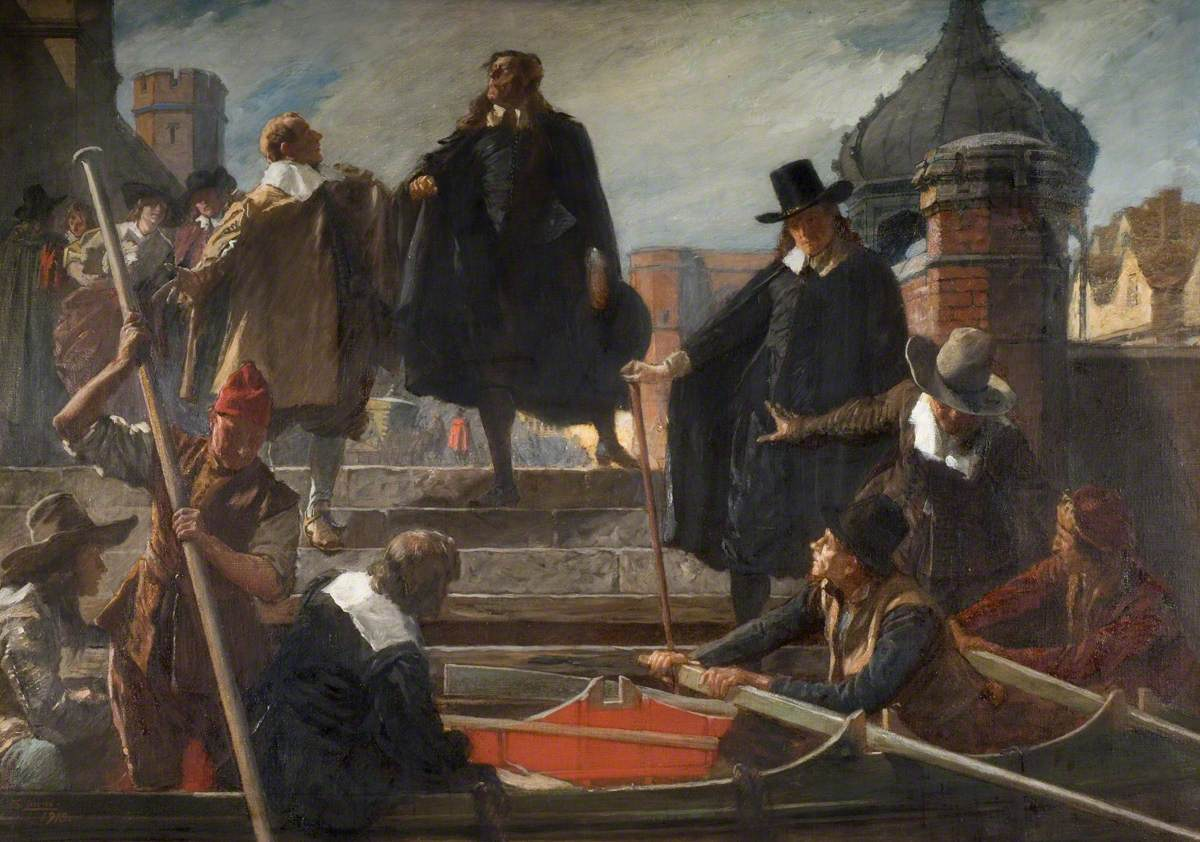
Бегство пяти членов парламента (en:Five Members; в том числе, Пима, Холлиса и Хемпдена), которых приказал арестовать король Карл I, в 1642 году. 1915 год, Художественная галерея Вулвергемптона
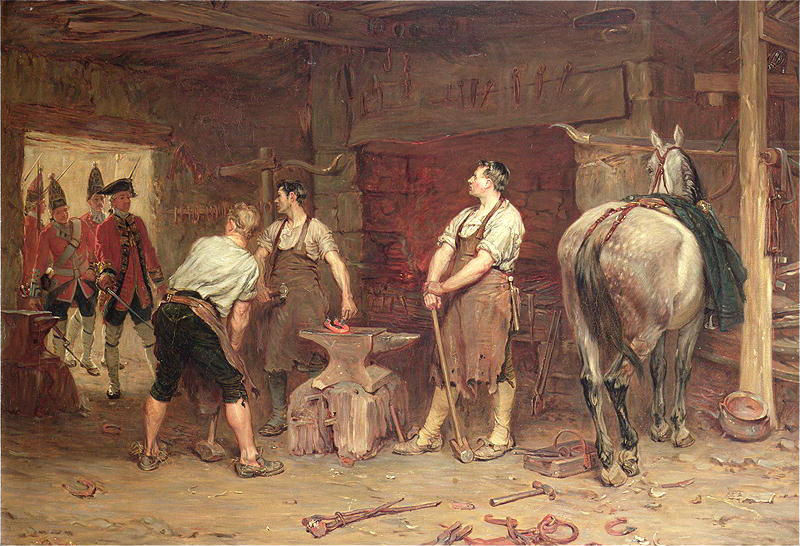
Поиск уцелевших якобитов в 1746 году после битвы при Куллодоне. 1884 год
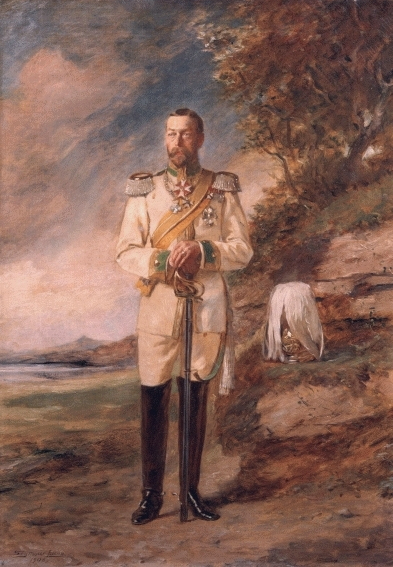
Георг V в бытность принцем Уэльским, 1908, частное собрание
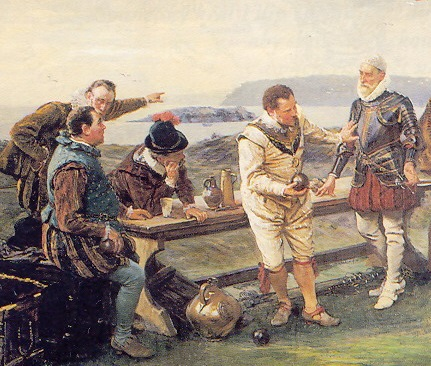
Армада на горизонте. 1880, центральная часть картины